# 西エクアトリア州
西エクアトリア州（にしエクアトリアしゅう、英語: Western Equatoria）は、南スーダンの州。州都はヤンビオ。面積79,319 km2、人口619,029人（2008年）。

## 歴史
1880年代にはグブドゥウェ（Gbudwe）王に率いられたアザンデ人がこの地に王国を築いていたが、やがてイギリスの支配下に入った。

### 第一次スーダン内戦
1955年に南部で反乱が起き、第一次スーダン内戦（1955年 - 1972年）が起きた。1956年にスーダン領となると、西エクアトリア州では北部のアラブ人支配に反発し、反政府武装組織アニャニャの影響下に入った。

### 世界初のエボラ出血熱の確認
1976年6月に西エクアトリア州ヌザラ (Nzara) の町で、倉庫番を仕事にしている男性が急に39度の高熱と頭や腹部の痛みを感じて入院した後、消化器や鼻から激しく出血して死亡した。その後、その男性の近くにいた2人も同様に発症して、それを発端に血液や医療器具を通して感染が広がった。最終的にヌザラでの被害は、感染者数284人、死亡者数151人にのぼった。
この出血熱が新種のウイルスによるものであると確認され、ウイルスは「エボラウイルス」と命名された。
尚、「エボラ」の名前は患者第一号の男性の出身地付近である当時のザイール(現:コンゴ民主共和国)のエボラ川（仏: Ebola/Ébola）が由来であり、西エクアトリア州とは関係がない。

### 第二次スーダン内戦
抵抗運動がおき、第二次スーダン内戦（1983年 - 2005年）が勃発。西エクアトリア州は、反政府武装組織アニャニャIIやジョン・ガラン率いるスーダン人民解放軍 (SPLA) などの影響下に入った。2005年に南北の和平条約が締結されてスーダン内戦は終結したものの、いくつかの反政府勢力は依然活動を続けた。

### LRA掃討作戦
ウガンダの反政府勢力であるジョセフ・コニー率いる神の抵抗軍（LRA)は、ヨウェリ・ムセベニ政権への攻撃拠点として2005年の和平合意締結前まではこの西エクアトリア州やコンゴ民主共和国内に基地を置いていた。
ウガンダとコンゴ民主共和国軍による神の抵抗軍掃討作戦ガランバ攻勢（2008年12月14日 - 2009年3月15日）に南スーダン自治政府が協力する部隊 (SPLA) を派遣した。2009年には、西エクアトリアのいくつかの村では神の抵抗軍に対抗するため弓や矢、槍といった伝統的な武器で武装した「アロー・ボーイズ」（矢集団）という自警団が結成された。

### 独立
2011年南部スーダン独立住民投票の結果、南部スーダンの独立が決定し、西エクアトリア州は他の9州と共に南スーダンの領土となった。

## 地理
南をコンゴ民主共和国と、西を中央アフリカ共和国と接する。中央エクアトリア州、東エクアトリア州とともにエクアトリア地方を構成する。

## 行政区分
西エクアトリアは、10の郡に分かれている。
1. ヤンビオ郡（Yambio County）
2. ンザラ郡（Nzara County）
3. イッバ郡（Ibba County）
4. エゾ郡（Ezo County）
5. マリディ郡（Maridi County）
6. タムボラ郡（Tambora County）
7. 西ムンドリ郡（Mundri West County）
8. ムボロ郡（Mvolo County）
9. ナジェロ郡（Nagero County）
10. 東ムンドリ郡（Mundri East County）

## 産業
西エクアトリアの経済は良質の木材と農業が基盤である。

## 住民

### 民族
この地域に住むアザンデ人は2008年には人口1,731,341人を数え、南スーダンで3番目に大きな民族となっていた。